# Пиетро I Кандиано
Пиетро I Кандиано (на латински: Petrus Candianus, на италиански: Pietro I Candiano) е шестнадесети дож на Венецианската република. Управлява за няколко месеца през 887 г. преди да загине в битка.
Пиетро Кандиано наследява на поста „дож“ Джовани II Партечипацио, който се отказва от тази длъжност след шест години управление. Вероятно през април 887 г. Кандиано е избран на поста не чрез гласуване от венецианските граждани, а от най-влиятелните фамилии.
Четиридесет и петгодишен и много амбициозен, Кандиано се впуска във военна кампания срещу Пагания на Далматинското крайбрежие, откъдето неретляните нападат търговските кораби и северното крайбрежие на Адриатика. Той самият предвожда флотилия от 12 галери, с които потапя пет пиратски кораба, след което стъпва на брега при Макарска и нахлува във вътрешността на Пагания. В последвалата битка на 18 септември 887 г. венецианците са разбити, а самият Кандиано пада убит. Тялото му е пренесено в Италия и погребано в Градо.
След време неговият син Пиетро II Кандиано и внукът му Пиетро III Кандиано стават съответно деветнадесети и двадесет и първи дож на Венеция.